# Адам Персенський
Адам Персенський (фр. Adam de Perseigne; близько 1145–1221) — абат Персенського монастиря, закликав до четвертого хрестового походу. За дорученням папи Іннокентія III вів переговори про участь у ньому з французьким королем Філіпом II Августом і королем Англії Іоанном Безземельним. Автор низки проповідей та листів.

## Біографія
Народився близько 1145 року у родині кріпаків або селян. У 1188 році став абатом Персенського монастиря. Брав участь у конференції в Римі зі знаменитим містиком, Йоахимом Флорським, (Калабрія, Італія). Помер в 1221 році.